# Апостольский нунций в Литве

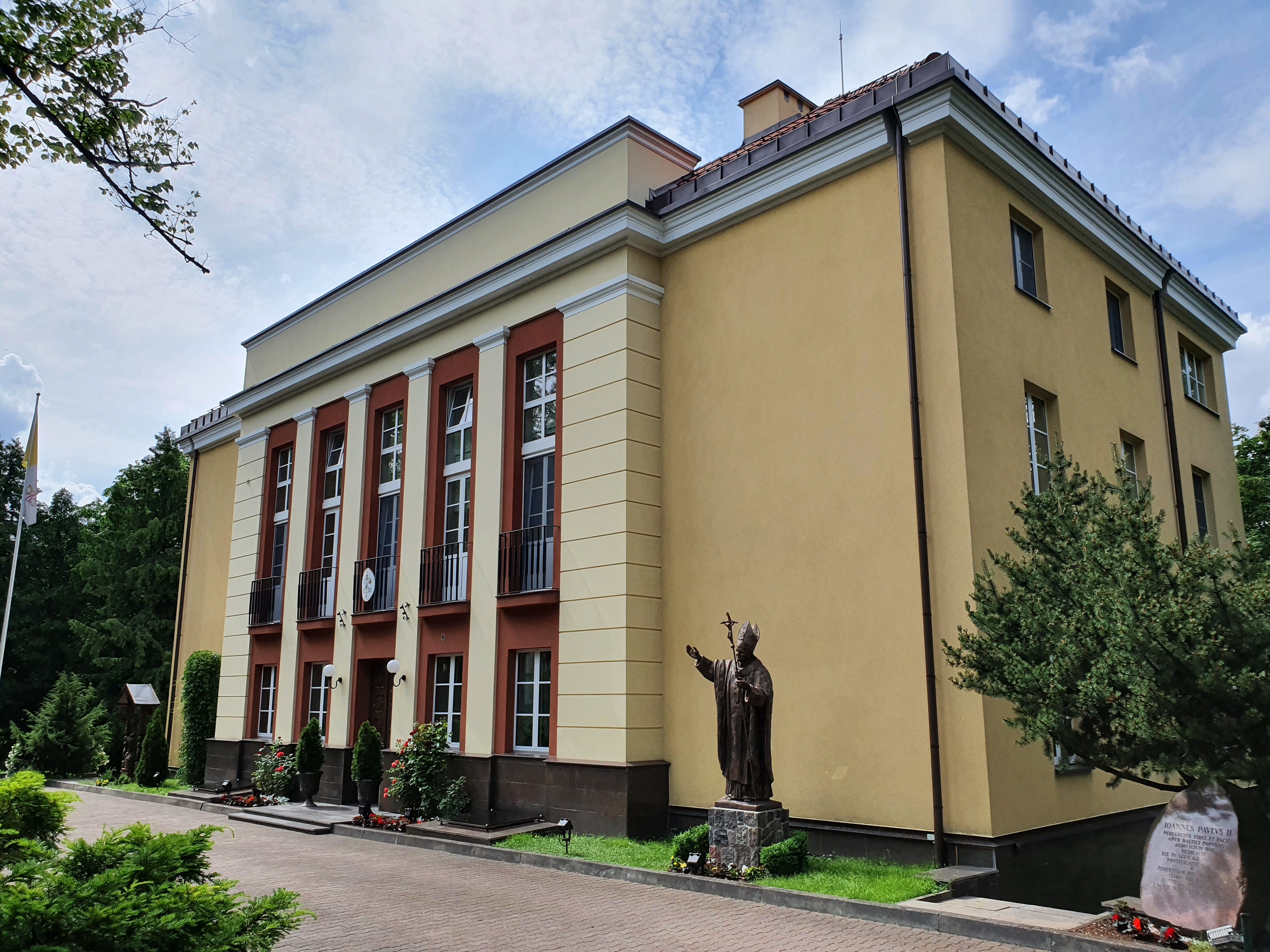
Апостольский нунций в Литве

Апостольский нунций в Литовской Республике — дипломатический представитель Святого Престола в Литве. Данный дипломатический пост занимает церковно-дипломатический представитель Ватикана в ранге посла. Апостольская нунциатура в Литве была учреждена на постоянной основе 10 марта 1927 года, дипломатические отношения прерваны в 1940 году, восстановлены 30 сентября 1991 года.
В настоящее время Апостольским нунцием в Литве является архиепископ Георг Генсвайн, назначенный Папой Франциском 24 июня 2024 года.

## История
В 1922 году, в связи с провозглашением независимости Балтийских стран, Святой Престол учредил Апостольскую делегатуру Латвии, Литвы и Эстонии, а также назначил первого апостольского делегата иезуита Антонино Дзеккини (20 октября 1922).
Апостольская интернунциатура в Литве была учреждена на постоянной основе 10 марта 1927 года, бреве Regiones quae папы римского Пием XI, с резиденцией в столице Литвы — городе Вильнюсе. 9 декабря 1928 года апостольская интернунциатура была возведена в ранг апостольской нунциатуры.
После советской оккупации Литвы дипломатические отношения были прерваны.
Дипломатические отношения были восстановлены 30 сентября 1991 года после того, как Литва вновь обрела независимость. Резиденцией апостольского нунция в Литве является Вильнюс — столица Литвы. Апостольский нунций в Литве, по совместительству, исполняет функции апостольского нунция в Латвии и Эстонии.

## Апостольские нунции в Литве

### Апостольские делегаты
- Эдвард Александр Владислав О’Рурк — (8 декабря 1920 — декабрь 1921, в отставке);
- Антонино Дзеккини — (20 октября 1922 — 14 апреля 1926, назначен апостольским нунцием в Латвии).

### Апостольские нунции
- Лоренцо Скьоппо — (10 марта 1927 — 27 мая 1928, в отставке);
- Риккардо Бартолони — (27 мая 1928 — 11 октября 1933, до смерти);
- Луиджи Чентоц — (19 февраля 1940 — 3 декабря 1941 — назначен апостольским нунцием в Никарагуа, Коста-Рике и Панаме);
  - Дипломатические отношения прерваны (1940 — 1991);
- Хусто Мульор Гарсия — (30 ноября 1991 — 2 апреля 1997 — назначен апостольским нунцием в Мексике);
- Эрвин Йозеф Эндер — (9 июля 1997 — 19 мая 2001 — назначен апостольским нунцием в Чехии);
- Петер Штефан Цурбригген (25 октября 2001 — 14 января 2009 — назначен апостольским нунцием в Австрии);
- Луиджи Бонацци (13 марта 2009 — 18 декабря 2013 — назначен апостольским нунцием в Канаде);
- Педро Лопес Кинтана — (8 марта 2014 — 4 марта 2019 — назначен апостольским нунцием в Австрии);
- Петар Ражич — (15 июня 2019 — 1 марта 2024 — назначен апостольским нунцием в Италии);
- Георг Генсвайн — (24 июня 2024 — по настоящее время).